# Platanthera mandarinorum
Platanthera mandarinorum är en orkidéart som beskrevs av Heinrich Gustav Reichenbach. Platanthera mandarinorum ingår i släktet nattvioler, och familjen orkidéer.

## Underarter
Arten delas in i följande underarter:
- P. m. formosana
- P. m. mandarinorum
- P. m. pachyglossa